# La Portella (Taurinyà)
La Portella és una collada o pas de muntanya dels contraforts nord-orientals del Massís del Canigó, a 2.599,8 metres d'altitud, en el límit dels termes comunals de Taurinyà i de Vernet, tots dos a la comarca del Conflent, de la Catalunya del Nord.
Està situat a prop de l'extrem sud del terme de Taurinyà i del sud-est del de Vernet, a prop al nord del cim del Canigó.